# Ormoiche
Ormoiche est une commune française située dans le département de la Haute-Saône, la région culturelle et historique de Franche-Comté et la région administrative Bourgogne-Franche-Comté.

## Géographie

### Communes limitrophes
| Francalmont Briaucourt, Abelcourt |          | Hautevelle |
|                                   | Ormoiche |            |
| Sainte-Marie-en-Chaux             |          | Breuches   |

### Hydrographie
Sur le territoire de la commune, la rivière le Breuchin se jette dans la rivière La Lanterne.

### Climat
Pour des articles plus généraux, voir Climat de la Bourgogne-Franche-Comté et Climat de la Haute-Saône.
En 2010, le climat de la commune est de type climat de montagne, selon une étude du Centre national de la recherche scientifique s'appuyant sur une série de données couvrant la période 1971-2000. En 2020, Météo-France publie une typologie des climats de la France métropolitaine dans laquelle la commune est exposée à un climat semi-continental et est dans la région climatique  Lorraine, plateau de Langres, Morvan, caractérisée par un hiver rude (1,5 °C), des vents modérés et des brouillards fréquents en automne et hiver. 
Pour la période 1971-2000, la température annuelle moyenne est de 10,1 °C, avec une amplitude thermique annuelle de 17,3 °C. Le cumul annuel moyen de précipitations est de 1 080 mm, avec 13,6 jours de précipitations en janvier et 10,1 jours en juillet. Pour la période 1991-2020, la température moyenne annuelle observée sur la station météorologique de Météo-France la plus proche, « Luxeuil », sur la commune de Saint-Sauveur à 6 km à vol d'oiseau, est de 10,8 °C et le cumul annuel moyen de précipitations est de 977,3 mm. 
La température maximale relevée sur cette station est de 38,9 °C, atteinte le 25 juillet 2019 ; la température minimale est de −25,9 °C, atteinte le 16 janvier 1966,,. 
Les paramètres climatiques de la commune ont été estimés pour le milieu du siècle (2041-2070) selon différents scénarios d'émission de gaz à effet de serre à partir des nouvelles projections climatiques de référence DRIAS-2020. Ils sont consultables sur un site dédié publié par Météo-France en novembre 2022.

## Urbanisme

### Typologie
Au 1er janvier 2024, Ormoiche est catégorisée commune rurale à habitat dispersé, selon la nouvelle grille communale de densité à sept niveaux définie par l'Insee en 2022.
Elle est située hors unité urbaine. Par ailleurs la commune fait partie de l'aire d'attraction de Luxeuil-les-Bains, dont elle est une commune de la couronne,. Cette aire, qui regroupe 41 communes, est catégorisée dans les aires de moins de 50 000 habitants,.

### Occupation des sols
L'occupation des sols de la commune, telle qu'elle ressort de la base de données européenne d’occupation biophysique des sols Corine Land Cover (CLC), est marquée par l'importance des forêts et milieux semi-naturels (78 % en 2018), en augmentation par rapport à 1990 (76,5 %). La répartition détaillée en 2018 est la suivante : 
forêts (76,3 %), prairies (19,6 %), terres arables (2,4 %), milieux à végétation arbustive et/ou herbacée (1,7 %). L'évolution de l’occupation des sols de la commune et de ses infrastructures peut être observée sur les différentes représentations cartographiques du territoire : la carte de Cassini (XVIIIe siècle), la carte d'état-major (1820-1866) et les cartes ou photos aériennes de l'IGN pour la période actuelle (1950 à aujourd'hui).

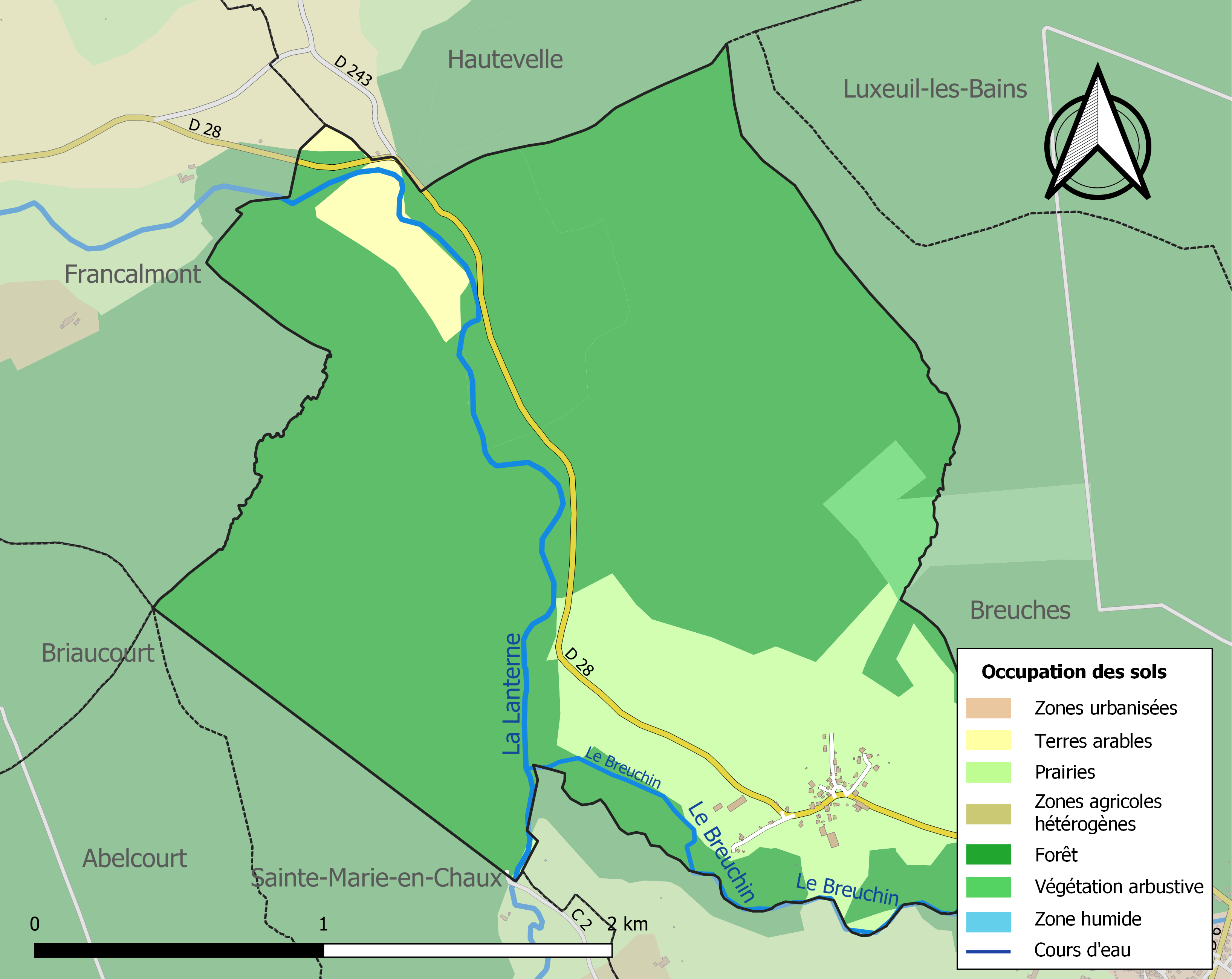
Carte des infrastructures et de l'occupation des sols de la commune en 2018 (CLC).

## Toponymie
Le nom de la commune a été orthographié en 1801 Armoiches avant de reprendre sa graphie actuelle.

## Histoire
Pendant la Seconde Guerre mondiale et selon les listes officielles établies par les autorités militaires allemandes, communiquées par elles en 1940 et 1941, il y a eu trois prisonniers de guerre à Ormoiche[réf. nécessaire].

## Politique et administration

Carte départementale représentant en rouge la communauté de communes du Pays de Luxeuil.

### Rattachements administratifs et électoraux
La commune fait partie de l'arrondissement de Lure du département de la Haute-Saône, en région Bourgogne-Franche-Comté. Pour l'élection des députés, elle dépend de la deuxième circonscription de la Haute-Saône.
Elle faisait partie depuis 1793 du canton de Luxeuil-les-Bains, puis, lors de sa scission en 1985, la commune a été rattachée au nouveau canton de Saint-Sauveur. Dans le cadre du redécoupage cantonal de 2014 en France, la commune est à nouveau rattachée au canton de Luxeuil-les-Bains, qui compte désormais 12 communes.

### Intercommunalité
La commune fait partie de la communauté de communes du Pays de Luxeuil créée le 15 novembre 2001

### Liste des maires

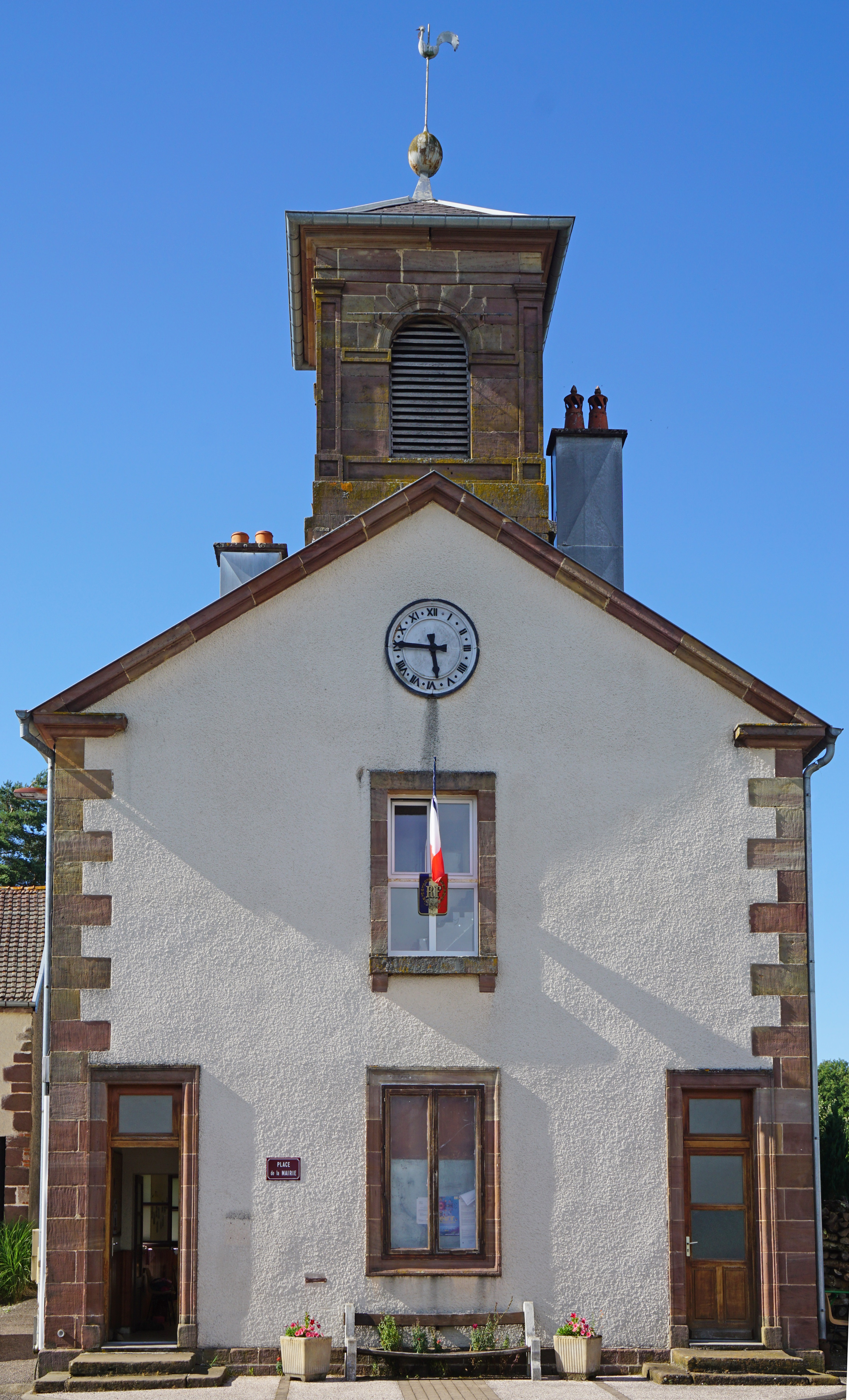
La mairie.

| Période                                  | Période                       | Identité          | Étiquette               | Qualité                  |
| ---------------------------------------- | ----------------------------- | ----------------- | ----------------------- | ------------------------ |
| Les données manquantes sont à compléter. |                               |                   |                         |                          |
| avant 1981                               | ?                             | Yvette Marchand   | DVG                     |                          |
| mars 2001                                | novembre 2019                 | Gisèle Prud'Homme | Droite[réf. nécessaire] | Décès en cours de mandat |
| novembre 2019                            | En cours (au 26 janvier 2020) | Magalie Rose      |                         | Maire par intérim        |

## Démographie
L'évolution du nombre d'habitants est connue à travers les recensements de la population effectués dans la commune depuis 1793. Pour les communes de moins de 10 000 habitants, une enquête de recensement portant sur toute la population est réalisée tous les cinq ans, les populations de référence des années intermédiaires étant quant à elles estimées par interpolation ou extrapolation. Pour la commune, le premier recensement exhaustif entrant dans le cadre du nouveau dispositif a été réalisé en 2005.

En 2022, la commune comptait 68 habitants, en évolution de +3,03 % par rapport à 2016 (Haute-Saône : −1,4 %, France hors Mayotte : +2,11 %).
| 1793 | 1800 | 1806 | 1821 | 1831 | 1836 | 1841 | 1846 | 1851 |
| ---- | ---- | ---- | ---- | ---- | ---- | ---- | ---- | ---- |
| 169  | 171  | 128  | 170  | 192  | 178  | 184  | 195  | 195  |

| 1856 | 1861 | 1866 | 1872 | 1876 | 1881 | 1886 | 1891 | 1896 |
| ---- | ---- | ---- | ---- | ---- | ---- | ---- | ---- | ---- |
| 188  | 183  | 187  | 189  | 179  | 181  | 161  | 145  | 125  |

| 1901 | 1906 | 1911 | 1921 | 1926 | 1931 | 1936 | 1946 | 1954 |
| ---- | ---- | ---- | ---- | ---- | ---- | ---- | ---- | ---- |
| 144  | 113  | 120  | 102  | 98   | 99   | 97   | 78   | 68   |

| 1962 | 1968 | 1975 | 1982 | 1990 | 1999 | 2005 | 2006 | 2010 |
| ---- | ---- | ---- | ---- | ---- | ---- | ---- | ---- | ---- |
| 62   | 70   | 60   | 76   | 68   | 61   | 71   | 70   | 72   |

| 2015 | 2020 | 2022 | - | - | - | - | - | - |
| ---- | ---- | ---- | - | - | - | - | - | - |
| 67   | 67   | 68   | - | - | - | - | - | - |

## Économie
En 1880, Ormoiche comptait 184 habitants. En ce sens, le village représente assez bien les campagnes françaises, avec ses lots d'aléas historiques, son exode rural, et les restructurations du secteur primaire.

## Culture locale et patrimoine

### Lieux et monuments
Un four à pain collectif datant du début du XXe siècle est remis parfois en service, lors de festivités locales.

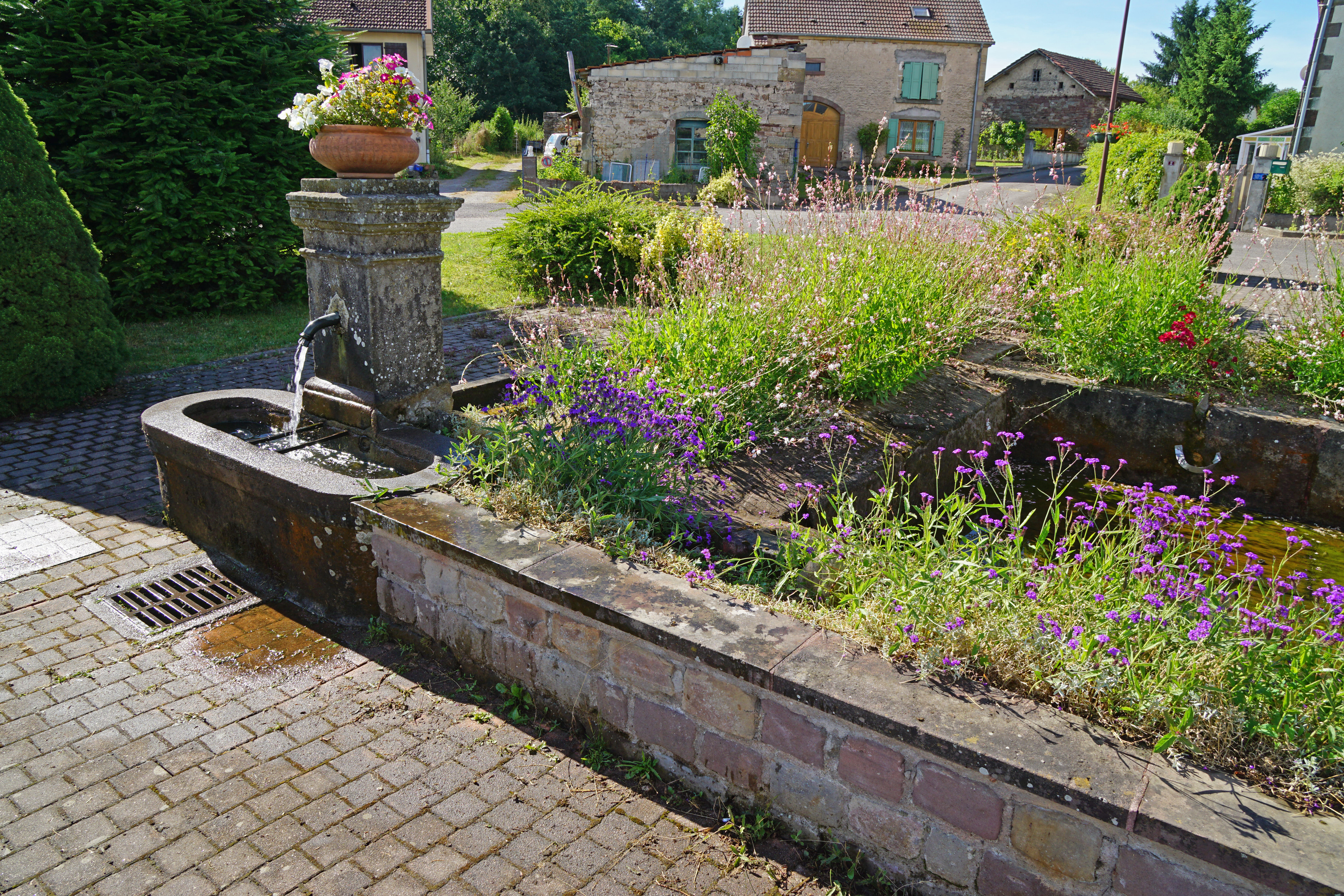
Fontaines.
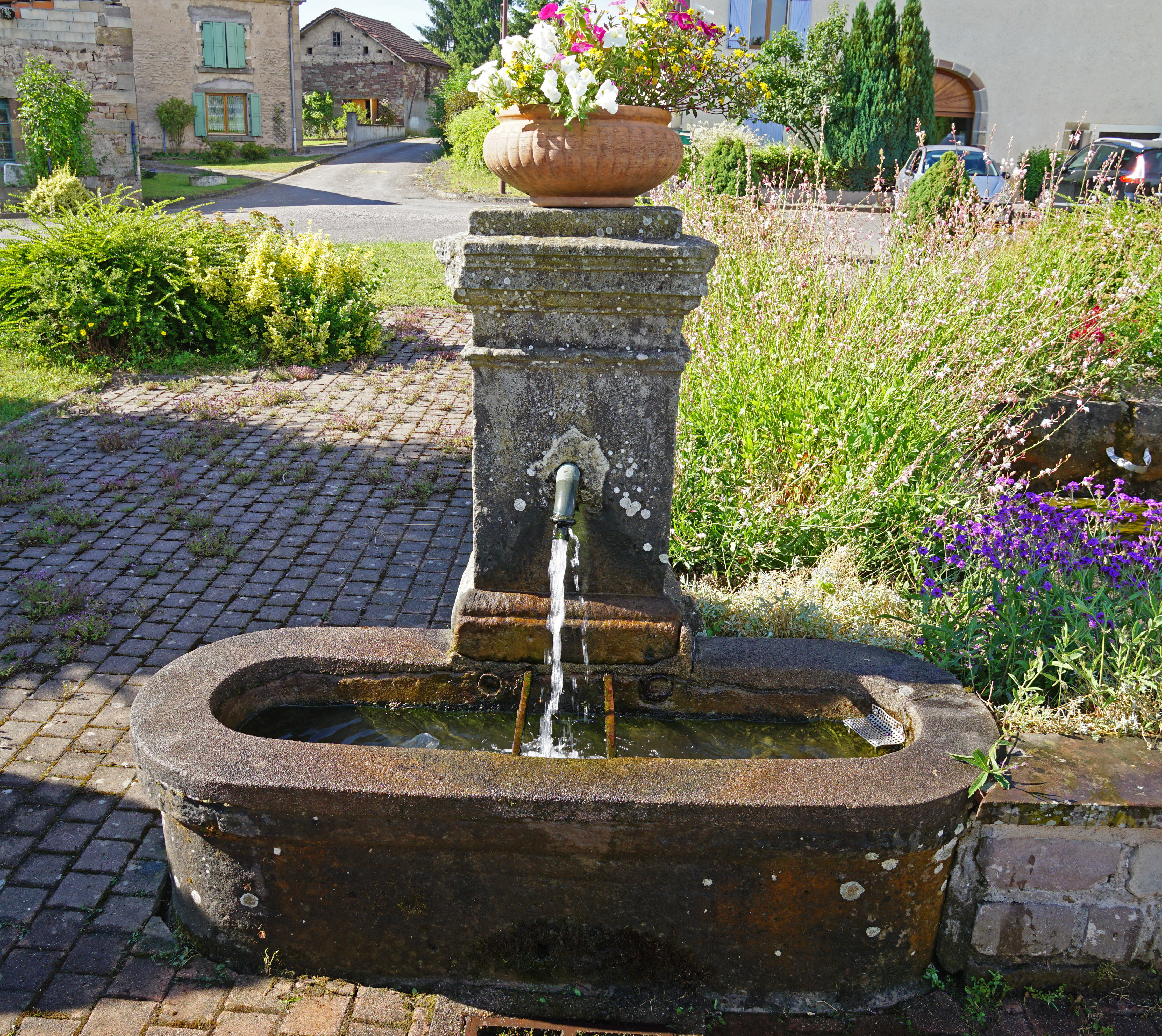
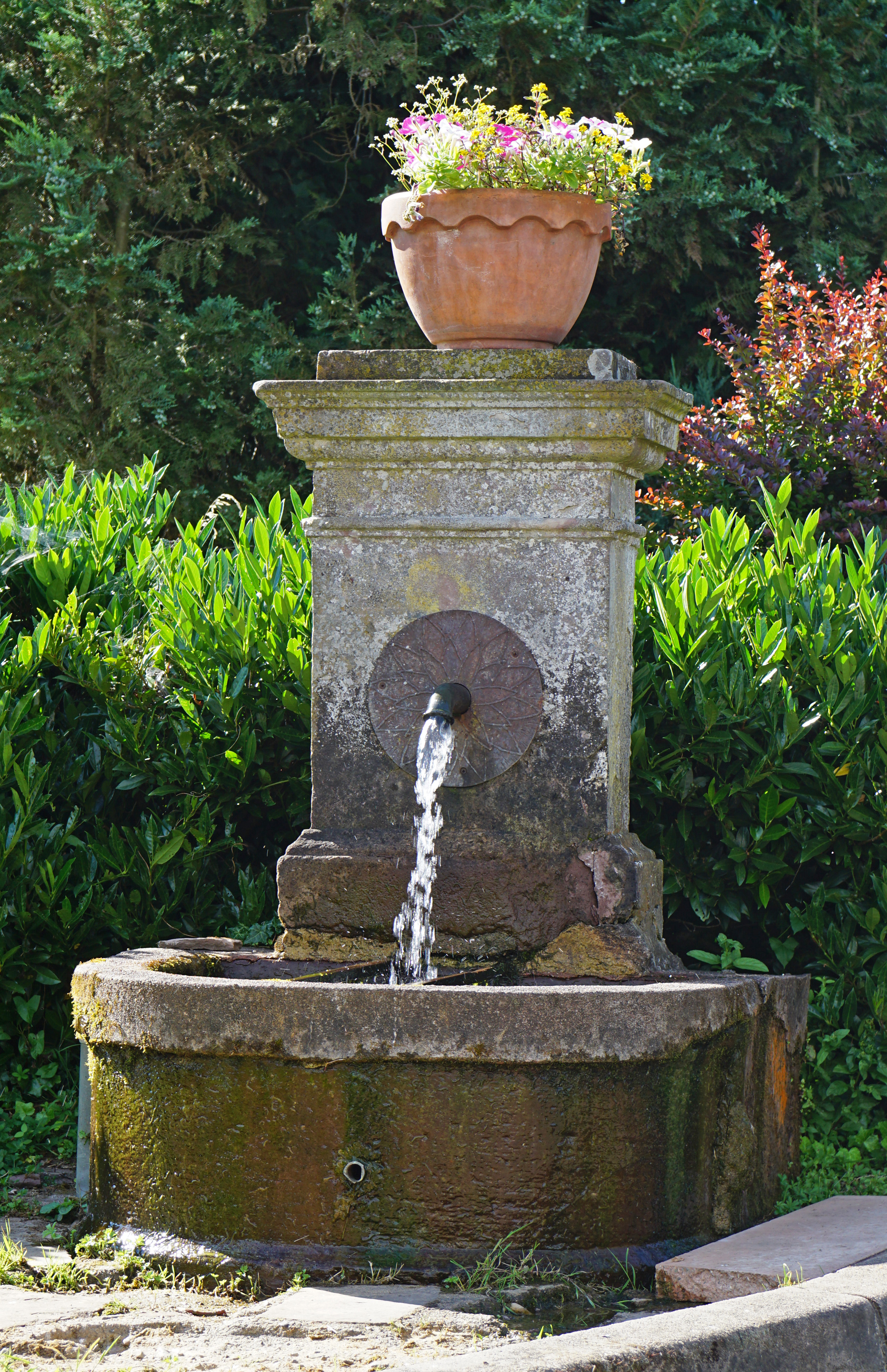